# Grandview, U.S.A.
Pour plus de détails, voir Fiche technique et Distribution.
Grandview, U.S.A. est un film américain réalisé par Randal Kleiser, sorti en 1984.

## Synopsis
Tim obtient de son père l'autorisation d'emprunter sa voiture pour accompagner sa petite amie au bal de l'école. Malheureusement il s'embourbe et part demander de l'aide. Michelle Cody, dite Mike, possède justement une dépanneuse. Elle a repris la petite affaire de démolition de son père, et s'efforce seule de la faire tourner. C'est loin d'être simple tous les jours, et la jeune femme fait un peu figure d'originale dans le village.
Le père de Tim fait de la politique. Il a précisément l'intention d'acquérir le terrain de Mike pour y faire construire un country club. Tim découvre l'enjeu du marché, et en fait part à sa nouvelle amie...

## Fiche technique
- Titre : Grandview, U.S.A.
- Réalisation : Randal Kleiser
- Scénario : Ken Hixon
- Production : William Warren Blaylock et Peter W. Rea
- Musique : Thomas Newman
- Photographie : Reynaldo Villalobos (en)
- Montage : Robert Gordon
- Pays d'origine :  États-Unis
- Société de production : CBS Theatrical Films (en)
- Format : Couleurs - Dolby
- Genre : Drame
- Durée : 97 minutes
- Date de sortie : 
  - États-Unis : 3 octobre 1984
  - Inédit en France

## Distribution
- Jamie Lee Curtis : Michelle 'Mike' Cody
- C. Thomas Howell : Tim Pearson
- Patrick Swayze : Ernie 'Slam' Webster
- Troy Donahue : Donny Vinton
- Jennifer Jason Leigh : Candy Webster
- William Windom : Bob Cody
- M. Emmet Walsh : Mr. Clark
- John Cusack : Johnny Maine
- Joan Cusack : Mary Maine
- Kathryn Joosten : Mrs. Clark
- Michael Winslow : Spencer